# Stichting IVIO
Stichting IVIO (Instituut voor Individuele Ontwikkeling) werd in 1936 opgericht door Philip Kohnstamm, pedagoog en natuurkundige. Sindsdien ontwikkelde deze instelling zich op het gebied van onderwijs, opleiding en toeleiding tot de arbeidsmarkt. In 2003 gingen de bedrijfsonderdelen van IVIO over in particuliere handen. Stichting IVIO bewaakt binnen deze organisatie, gevestigd in Lelystad, het gedachtegoed van haar oprichter.

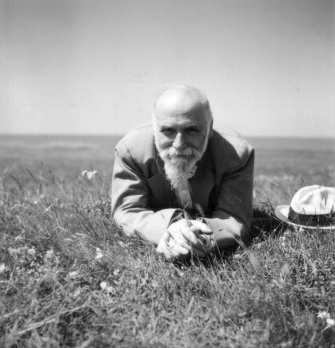
Philip Kohnstamm

## Geschiedenis

#### Ontstaan
Kohnstamm wilde dat de in de crisisjaren ontstane grote groep werklozen via individuele studieprogramma's hun scholing zouden kunnen oppakken en uitbreiden. In plaats van klassikaal onderwijs in groepen streefde hij naar individuele cursussen, ingericht volgens het takenstelsel van het daltononderwijs.
Op initiatief van de rijksoverheid en de gemeente Amsterdam en onder de paraplu van het Amsterdamsch Centraal Comité voor jonge werkelozen begon een experiment met cursussen nieuwe stijl voor tientallen vakken. Dit werd voortgezet door het Instituut voor Individueel Onderwijs (IVIO), gevestigd aan het Westeinde te Amsterdam. Al snel werden in 150 Nederlandse gemeenten, voor in totaal 20.000 jonge werklozen, cursussen gegeven. Bij de mobilisatie in 1939 werd op verzoek van de opperbevelhebber van de Land- en Zeemacht steun verleend bij de organisatie van het cursuswerk en ontwikkelingslessen voor 40.000 gemobiliseerden. Kort na de oprichting van IVIO verscheen ook de eerste van een reeks wekelijkse lessen over actuele thema's onder de naam Algemene Ontwikkeling. Het werd het begin van de Actuele Onderwerpen-reeks, later de bekende dunne boekjes uit de AO-reeks.

#### Jaren 40
Met stimulans van het departement van Onderwijs, Kunsten en Wetenschap vonden het eerste oorlogsjaar 150.000 individuele onderwijstaken hun weg in het land om het her en der stagnerend onderwijs aan te vullen. Na de oorlog werkte IVIO onder andere mee aan de omscholing van de illegale oorlogspers tot legale pers. In 1948 begon IVIO met 'de Wereldschool', waarmee individueel Nederlandstalig onderwijs geboden werd aan kinderen die tijdelijk met hun ouders in het buitenland verbleven. In 1948 nam het IVIO ook afscheid van oprichter Kohnstamm. Zijn opvolger als voorzitter werd prof.dr. Ph J Idenburg
De bijdrage tot de 'volksontwikkeling' leidde tot een stijgende uitgave en productie van taken- en werkboeken, onder andere voor nog onvoldoende geschoolde fabrieksarbeiders. Ook opvoedingsambtenaren en militairen in Indonesië volgden IVIO-opleidingen.

#### Jaren 50
IVIO ontwikkelde de AVV-opleiding (AVV: Algemene Vrouwelijke Vorming) die meisjes met een afgeronde lagere schoolopleiding in tweeënhalf jaar opleidde tot een niveau dat gelijkstond aan een MULO-diploma. Aan de AVV-examens namen in de jaren vijftig vele duizenden jonge vrouwen en huisvrouwen deel maar ook kloosterzusters. De cao wegenbouw leidde tot een opleiding en examen voor stratenmaker. Er kwamen Engelse lessen voor de marine, Nederlandse lessen voor Hongaarse vluchtelingen, Engelse lessen voor emigranten, Nederlands voor immigranten en lessen algemene vorming voor binnenschippers. Ook werd meegewerkt aan het eerste medezeggenschapsproject in Nederland bij Hoogovens. Het voortgezet gewoon lager onderwijs (VGLO) ontstond en daarmee een belangrijk werkterrein voor IVIO. In 1958 organiseerde IVIO 2000 examens, in 1960 waren het er al 10.000.

#### Jaren 60
IVIO verhuisde in 1961 in Amsterdam naar een groter pand. Het VGLO kende in zijn bloei-jaren examenmomenten waarin honderdduizend IVIO-diploma's werden uitgereikt. Het zou nog ongeveer twintig jaar duren voordat ook in het 'gewone' onderwijs gewerkt ging worden met deelcertificaten voor examens. Het VGLO werd zo groot dat de overheid besloot het op te nemen in de wet op het voortgezet onderwijs (de "Mammoetwet" van 1968) als LAVO (lager algemeen voortgezet onderwijs) en LEAO (lager economische en administratief onderwijs). IVIO verloor daarmee een belangrijk werkterrein, maar richtte zich op nieuwe doelgroepen, zoals het vormingswerk voor jeugdigen, in die jaren een onderwijstype voor de opvang van partieel leerplichtige jongeren. In vormingsinstituten werd via IVIO opgeleid voor diploma's als EHBO, steno, soms ook lassen en recreatiesportleider. Naast het vormingswerk kregen ook de streekscholen, herintreders en het particuliere en contractonderwijs behoefte aan korte opleidingstrajecten die afgesloten konden worden met erkende examens en met duidelijk omschreven kwalificaties. Een erkenning die tot uiting komt door medeondertekening van een gecommitteerde namens de minister van Onderwijs.

#### Jaren 70
IVIO verhuisde naar Lelystad en groeide daar uit tot een onderwijsinstituut met meer dan 200 medewerkers en filialen door het hele land. Directeur werd Andries Greiner, van 2003 tot 2011 Gedeputeerde voor de provincie Flevoland voor het CDA en nog steeds hoofdredacteur van de IVIO AO-reeks.

#### Jaren 80
Voor IVIO biedt de nieuwe Wet op de Erkende Onderwijsinstellingen, de WEO, nieuwe mogelijkheden. Van 1988 tot 1992 liep in het hele land met succes het 1.000-banenplan, een scholings- en werkgelegenheidsproject van Rijk, IVIO en uitzendbureau MSA voor Molukkers. Werkgevers als de Nederlandse Veiligheids Dienst, de Nederlandse Spoorwegen en de KLM deden hieraan mee. Er werd ingezet op de begeleiding van herintredende vrouwen naar werk. In 1987 opende IVIO een vestiging in Rotterdam waar IVIO opleidingen aan allochtonen ging verzorgen. In 1988 begon het DIOR-project, de Documentaire Informatievoorziening Opleidingen Rijksoverheid, waarvan IVIO de aannemer werd en de exploitatie van een op de praktijk gericht en modulair opgebouwd opleidingsstelsel verzorgde.

#### Jaren 90
In september 1992 reikte de staatssecretaris van het ministerie van Onderwijs, Cultuur en Wetenschap Jacques Wallage het 1 miljoenste IVIO-diploma uit. Op kazernes werden educatieve centra ingericht en kregen beroepsmilitairen de mogelijkheid diploma's te halen om meer kansen op de civiele arbeidsmarkt te krijgen. Samen met de Stichting Steunfunctie-organisatie voor Surinamers in Amsterdam werd een serie cursusboeken uitgegeven om ouders directer bij de school en het onderwijs van hun kinderen te betrekken. In 1994 reikte staatssecretaris van het ministerie van Onderwijs, Cultuur en Wetenschap Tineke Netelenbos het 40.000e Wereldschoolpakket uit. IVIO had toen meer dan 250 mensen in dienst, in het hele land kantoren en was in tal van bedrijven en organisaties en scholen tegenwoordig.
In Maassluis werden langdurig werklozen van Turkse en Marokkaanse afkomst aan werk geholpen. Meer dan duizend allochtonen in Rotterdam en omstreken deden het examen 'Nederlands voor beginners'. Inburgering werd voor IVIO in het daaropvolgend decennium een blijvend aandachtsgebied.

#### 21e eeuw

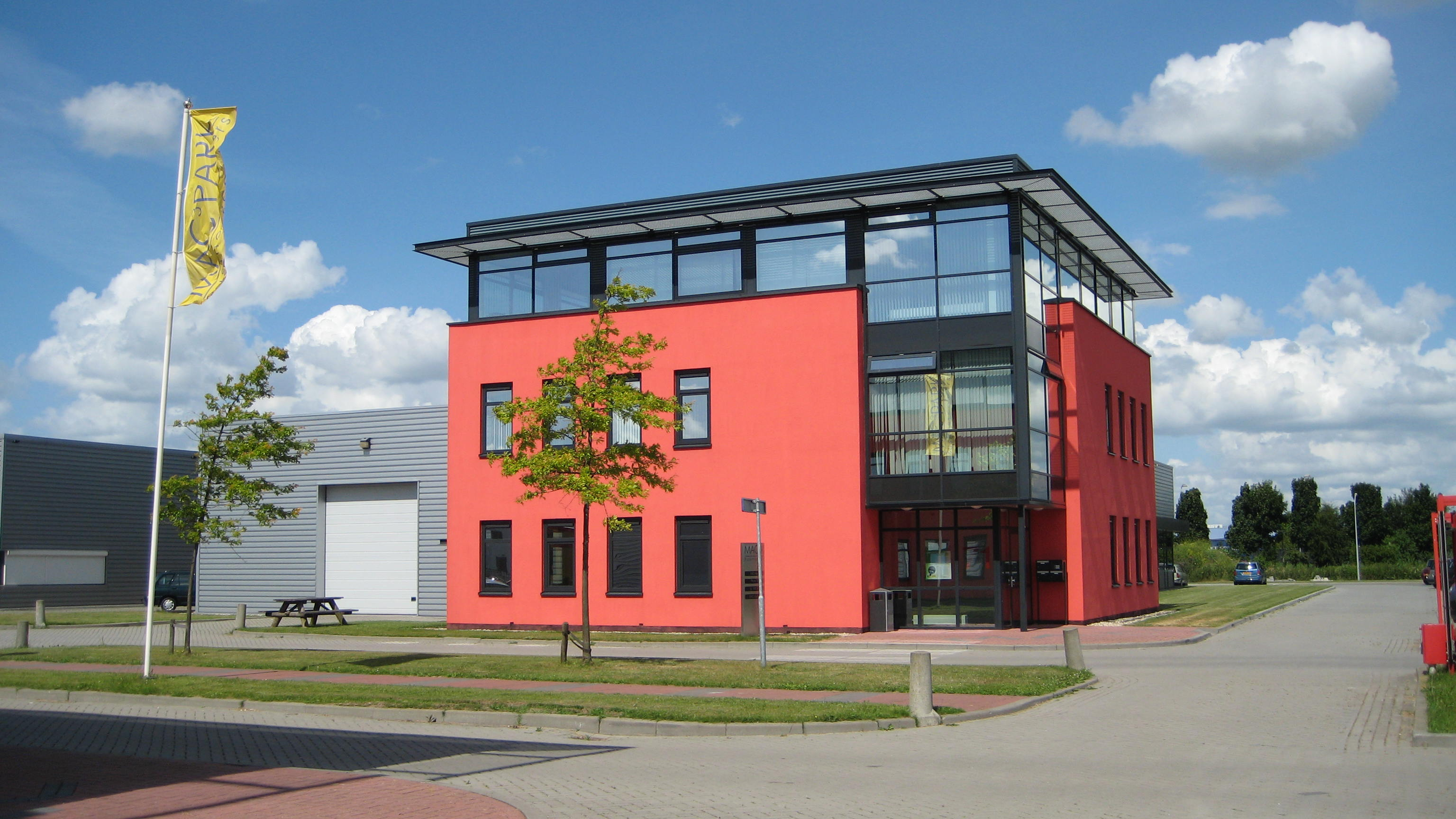
Kantoor van de Wereldschool en andere afdelingen van IVIO

In 2003 gingen de bedrijfsactiviteiten van IVIO over naar de Kennis, Marketing en Media Groep. In 2009 werden de acht IVIO-bedrijven gebundeld in twee groepen: de IVIO-Onderwijs Groep en de IVIO-Advies Groep. Om het jaar wordt door de Stichting IVIO de Philip Kohnstamm IVIO-prijs uitgereikt (voor een persoon of organisatie van wie de activiteiten overeenkomen met de doelstelling van Stichting: het leveren van een bijdrage aan goed onderwijs voor ieder). Daarnaast wordt jaarlijks de Andries Greiner-prijs uitgereikt aan Flevolands schrijftalent.

## IVIO prijzen

### Philip Kohnstamm-prijs
Deze prijs is voor een persoon of organisatie, die een bijdrage levert aan goed onderwijs voor ieder.
Prijswinnaars (onvolledig)
- 2011: de Wijkschool Zuid in Rotterdam
- 2009: Prins Heerlijk, een leerwerkproject in Tilburg
- 2009: Tara 207, Gamebased learning
- 2008: Leerwerkproject voor praktijkscholen en VMBO-scholen De Schoolboot

### Andries Greiner-prijs
Deze prijs voor Flevolands schrijftalent was in 2003 een cadeau voor Andries Greiner, die toen afscheid nam als directeur.
Prijswinnaars
- 2023: Anouschka Jorritsma (18+); Laetitia Speur (-18)[1]
- 2021: Otto van Rijswijk (18+); Lina Assalhi (-18)[2]
- 2020: Marcella Mesker (schrijfster)[3] (18+); Ariana Kalsbeek (-18)[4]
- 2018: Gretha Woort (18+); Jasmijn Klijnstra (-18)
- 2017: Bram Koedam (25+); Marit Kamstra (-25)
- 2016: Wouter Blokdijk (25+); Douwe Brouwer (-25)
- 2015: Theo Gaasbeek (25+); Ghislaine de Rond (-25)
- 2014: Lieke Lap en Kjeld Visser (beide -25)
- 2013: Tieme Woldman (25+); Rachel van de Beek (-25)
- 2011: Walt van der Linden (25+); Mirthe Klein Haneveld (-25)
- 2009: Marcel van Kersbergen (25+); Kirsten Wesenhagen (-25)
- 2008: Ilse Ruijters (25+); Eddy Aangeenbrug (-25)